# Samuel Johnson (präst)
Samuel Johnson, född 10 oktober 1822 i Salem, Massachusetts, död 19 februari 1882 i North Andover, Massachusetts, var en amerikansk präst och religionshistoriker.
Johnson bildade 1853 i Lynn, Massachusetts, ett oberoende religiöst samfund med unitarisk riktning och var till 1871 dess predikant, men bosatte sig därefter i North Andover, där han bedrev lantbruk och skriftställeri. Hans stora verk Oriental Religions i tre band, India (1872), China (1877) och Persia (1885) vann mycket erkännande för opartiskhet i framställningen.